# Paul-François Puginier

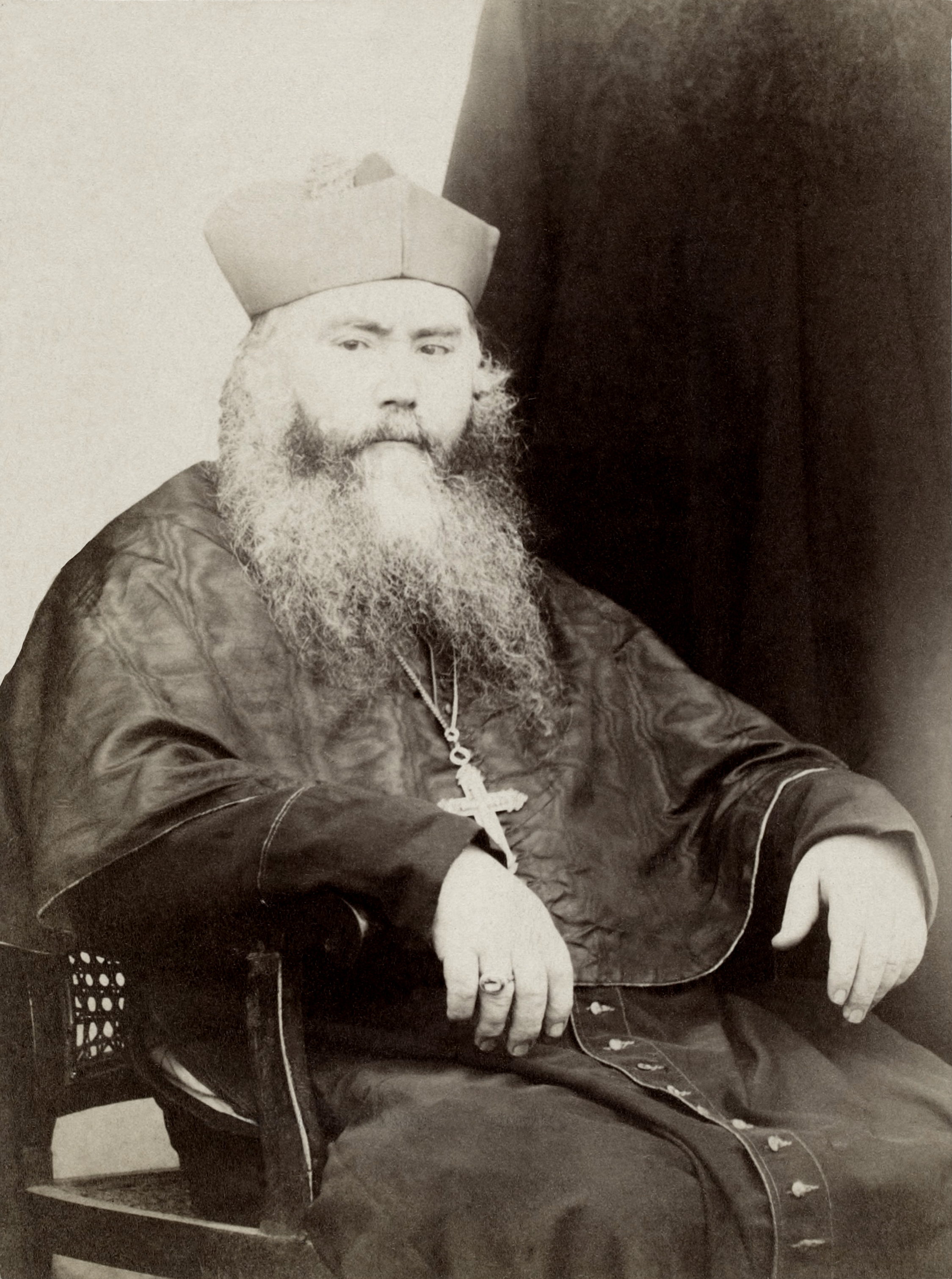
Giám mục Paul-François Puginier Phước

Paul-Francois Puginier Phước (1835-1892) là một giáo sĩ người Pháp, giám mục địa phận Tây Đàng Ngoài và cũng là thành viên của Hội Thừa sai Paris.
Năm 1861, Đức giám mục Punginer thành lập xứ đạo Hạnh Thông Tây ở Gò Vấp, tỉnh Gia Định thời bấy giờ.
Vương cung thánh đường Sở Kiện theo kiến trúc Gothic, được Cha Phước cho khởi công xây dựng vào ngày 23 tháng 10 năm 1877 và hoàn tất vào năm 1882. Hài cốt của Cha được lưu giữ tại đây.
Cha Phước cũng là người đã có công lớn trong việc xây dựng Nhà thờ Lớn Hà Nội hiện nay, công trình được khánh thành năm 1887.
Tại Hà Nội, tên Cha từng được người Pháp đặt cho Vườn hoa và Con đường lớn trước Dinh Toàn quyền, tức Quảng trường Ba Đình và Đường Điện Biên Phủ ngày nay.